# Idebert Exbrayat
Idebert Exbrayat, né le 9 décembre 1913 et mort le 25 janvier 2002, est un pasteur et évangéliste. Il est reconnu ainsi que son épouse, Yvonne Exbrayat, comme des Justes parmi les nations, par Yad Vashem, à Jérusalem, en 1979.

## Biographie
Idebert Exbrayat est né le 9 décembre 1913. Il est originaire de Calvisson (Gard), descendant d’une vieille famille du village, les Clauzel. 
Il est pasteur de l'Eglise réformée, professeur. Il vit à Rodez dans l'Aveyron) avec son épouse Yvonne.
Avec cinq pasteurs, dont Jean Lasserre et René Cruse, il renvoie son livret militaire en 1957 surtout pour appuyer le projet de statut légal des objecteurs de conscience,.

### Rodez
Il est pasteur à Rodez de 1938 à 1949.

## Famille
Avec son épouse Yvonne, il a 4 filles qui vivent Calvisson (Gard).

## Œuvres
- Huguenots de Nimes, Vaunage, Vistrenque et du Réfuge de 1532 à 1864. Imp. IMEAFPub. 1986[7].

## Honneurs
- Une rue à Calvisson (Gard) est nommée rue Pasteur Idebert Exbrayat[3].
- Square Idebert et Yvonne Exbrayat à Rodez[8],[9].
- Juste parmi les Nations, en 1979[1],  et le 16 décembre 1980, la médaille lui est remise par le consul d’Israël à la mairie de Calvisson[3],[10] et son épouse, Yvonne, reçoit également cette disctinction[11],[12].